# 尤尼斯·拉拉米·拉鲁西
尤内斯·拉拉米·拉鲁西（阿拉伯语：يونس العلمي العروسي，羅馬化：Younes Lalami Laaroussi，2001年4月18日—），摩洛哥男子网球运动员。
拉拉米出生于加拿大蒙特利尔，但通过其摩洛哥籍父亲血统代表摩洛哥参加网球比赛。他的姐姐纳迪娅·拉拉米是一名前职业网球选手。他在大学时期代表美国老道明大學打球。
拉拉米于2022年首次代表摩洛哥戴维斯杯代表队出战戴维斯杯，并取得了3胜0负的战绩。他在2023年哈桑二世网球大奖赛中首次亮相ATP巡回赛正赛，他凭借外卡获得了单打和双打正赛资格。